# Amt Dorum
Das Amt Dorum war ein historisches Verwaltungsgebiet des Königreichs Hannover bzw. der preußischen Provinz Hannover.

## Geschichte
Der Amtsbezirk wurde im Zuge der Gebietsreform von 1852 aus dem ehemaligen Vogteigericht Land Wursten und einer Gemeinde des früheren Amts Bederkesa gebildet. Sitz des Amtmanns war die Gemeinde Dorum, übergeordnete Verwaltungsinstanz die Landdrostei Stade. Ab 1867 bildete das Amt gemeinsam mit den Ämtern Lehe und Hagen den (Steuer-)Kreis Lehe. 1885 ging es im Kreis Lehe auf.

## Amtmänner
- 1852–1854: Ferdinand Wippern, Amtmann
- 1855–1873: Hermann Georg Quensell, Amtmann
- 1873–1885: Alexander Sostmann, Amtmann (vertretungsweise)